# Rainer Bovermann

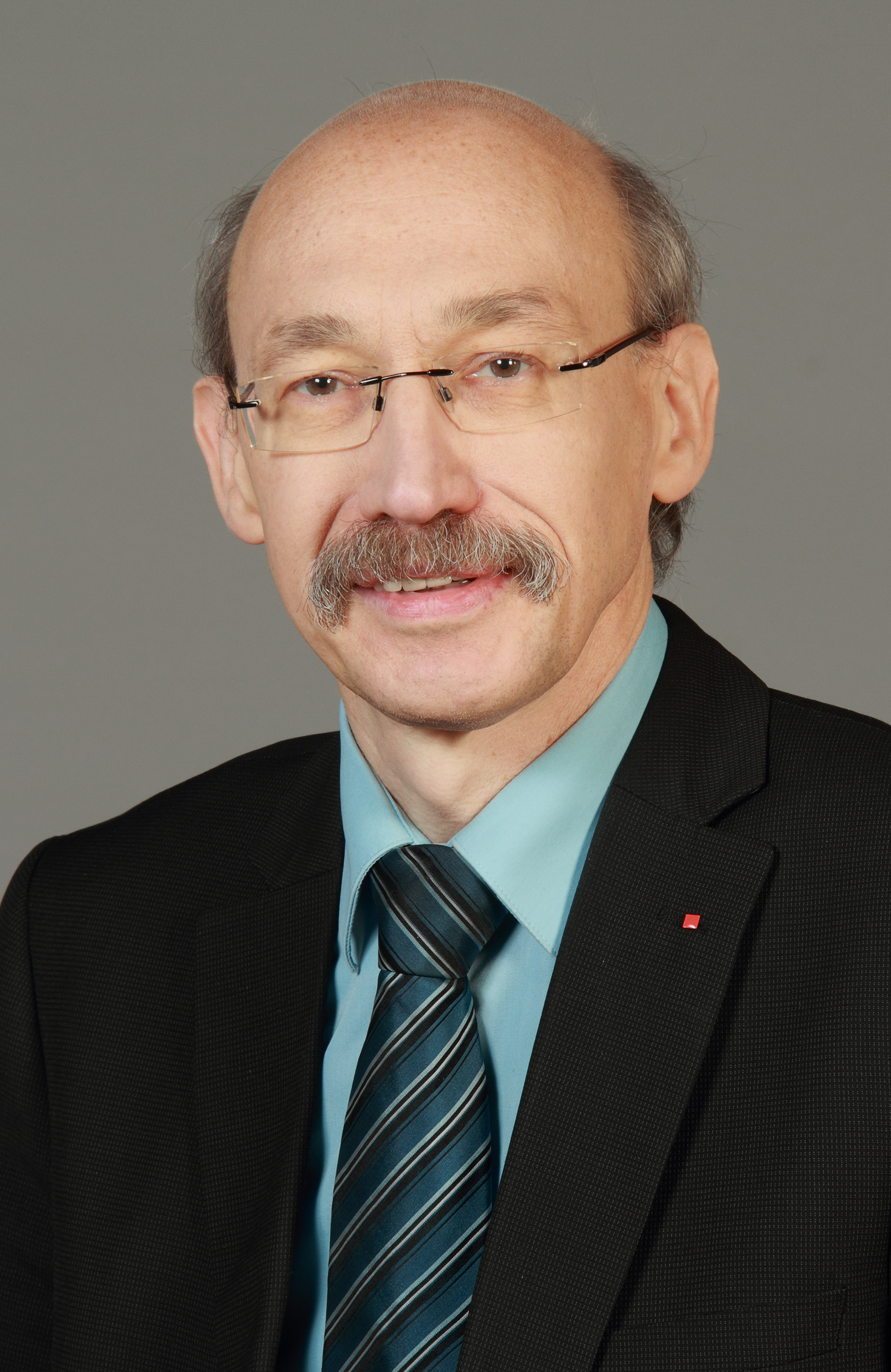
Rainer Bovermann 2013

Rainer Georg Bovermann (* 11. Oktober 1957 in Dortmund) ist ein deutscher Politikwissenschaftler und Politiker (SPD). Von 2005 bis 2022 war er Abgeordneter im Landtag von Nordrhein-Westfalen.

## Werdegang
Im Jahr 1977 legte Rainer Bovermann sein Abitur ab. In den Jahren 1978 bis 1985 studierte er die Sozialwissenschaft und Geschichte an der Ruhr-Universität Bochum. Sein Erstes Staatsexamen für das Lehramt für die Sekundarstufen I und II legte er 1985 ab. Seitdem ist er als Politikwissenschaftler an der Ruhr-Universität Bochum mit unterschiedlichen Funktionen, u. a. wissenschaftlicher Mitarbeiter, Oberassistent und Leiter eines Forschungsprojektes, tätig. Im Jahr 1992 promovierte er zum Dr. rer. soc. Bovermann habilitierte sich im Jahr 1999 im Fach Politikwissenschaft. Im Jahr 2005 wurde Rainer Bovermann die Bezeichnung außerplanmäßiger Professor verliehen.
Rainer Bovermann ist Mitglied der Gewerkschaft Erziehung und Wissenschaft (GEW).
Er ist verheiratet und hat ein Kind.

## Politik
Rainer Bovermann ist seit dem Jahr 1984 Mitglied der SPD. Von 1992 bis 2002 war er stellvertretender Vorsitzender des SPD-Ortsvereins Hattingen-Welper. Von 1994 bis 2000 war er Mitglied des Vorstandes des SPD-Unterbezirks Ennepe-Ruhr. In den Jahren 1999 bis 2001 wurde er in den Bezirksausschuss Westliches Westfalen der SPD gewählt. Von 2002 bis 2012 war Rainer Bovermann Vorsitzender des Stadtverbandes Hattingen der SPD. Seit 2002 ist er Vorsitzender des SPD-Ortsvereins Hattingen Welper. Im Jahr 2004 wurde er zum stellvertretenden Vorsitzenden des SPD-Unterbezirks Ennepe-Ruhr gewählt. Seit 1994 ist er Mitglied des Kreistages Ennepe-Ruhr, dort nimmt er seit 2004 den Vorsitz des Kreisschulausschusses wahr.
Vom 8. Juni 2005 bis zum 31. Mai 2022 war Rainer Bovermann Abgeordneter des Landtags von Nordrhein-Westfalen.
Von 2005 bis 2009 war er Mitglied im Ausschuss für Kommunalpolitik und Verwaltungsstrukturreform sowie im Ausschuss für Schule und Weiterbildung ordentliches Mitglied. Er war 2006 bis 2008 Vorsitzender der Enquetekommission „Chancen für Kinder – Rahmenbedingungen und Steuerungsmöglichkeiten“. Nach der Wahl zum Landtag des Landes Nordrhein-Westfalen der 16. Wahlperiode war er Vorsitzender des Hauptausschusses, ordentliches Mitglied des Wahlprüfungsausschusses sowie des Ausschusses für Innovation, Wissenschaft und Forschung. Des Weiteren war Bovermann Vorsitzender der Kommission zur Reform der Nordrhein-Westfälischen Verfassung (Verfassungskommission). Bovermann war Mitglied im Kuratorium für das Haus der Geschichte Nordrhein-Westfalen. Nach der Landtagswahl 2022 schied er aus dem Landtag aus.